# Mycalesis patnia
Mycalesis patnia är en fjärilsart som beskrevs av Moore 1857. Mycalesis patnia ingår i släktet Mycalesis och familjen praktfjärilar. Inga underarter finns listade i Catalogue of Life.

## Bildgalleri

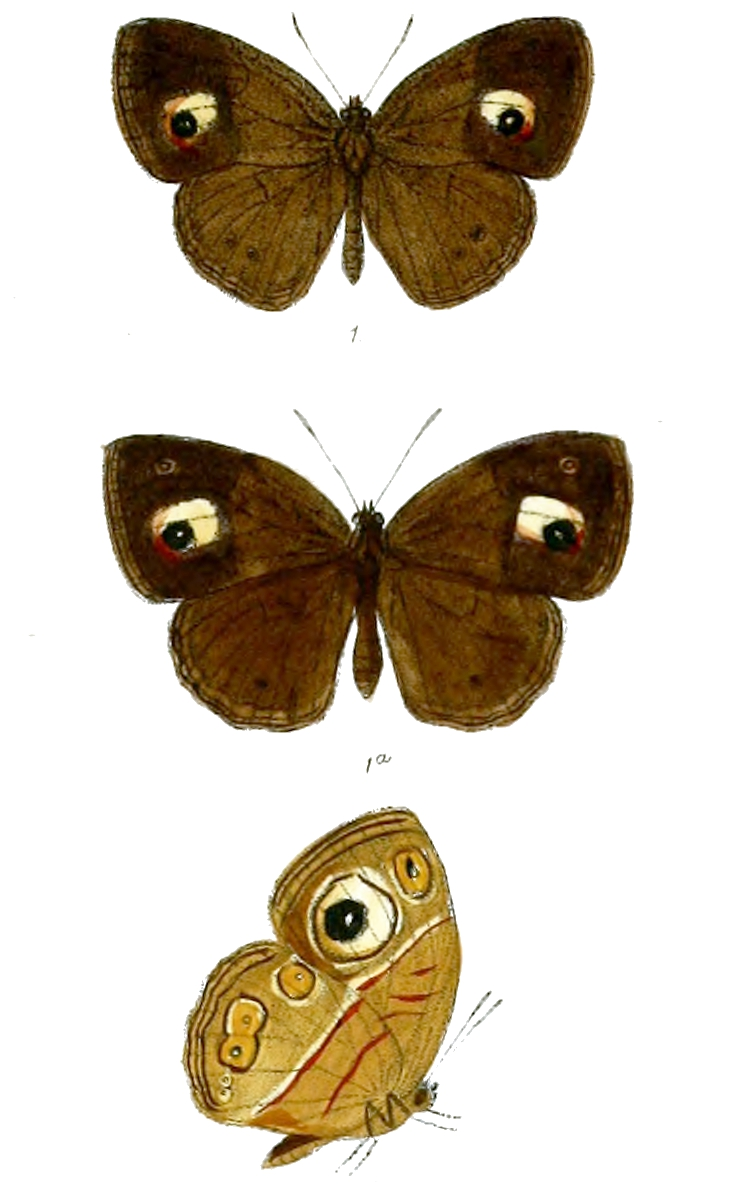
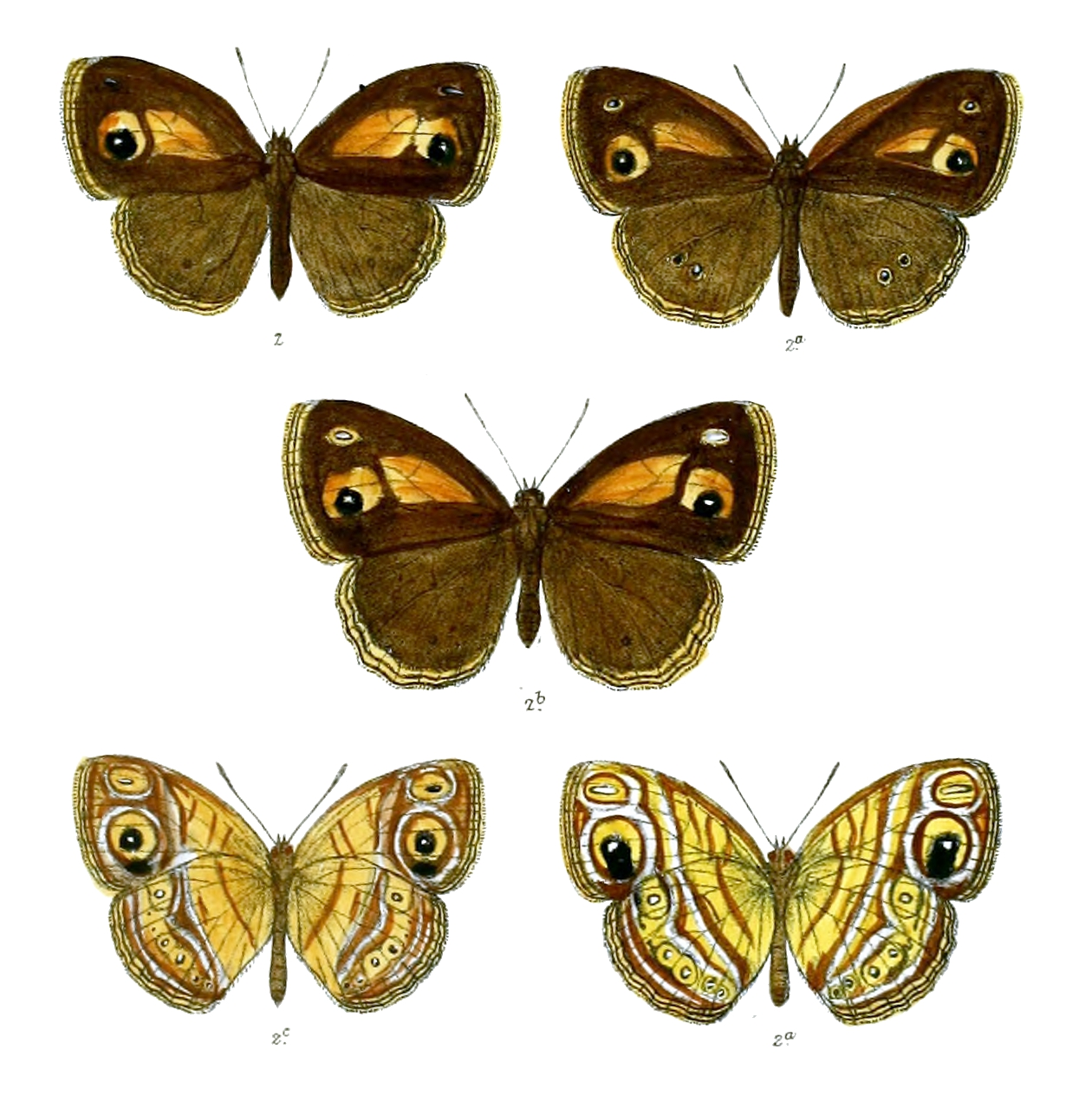
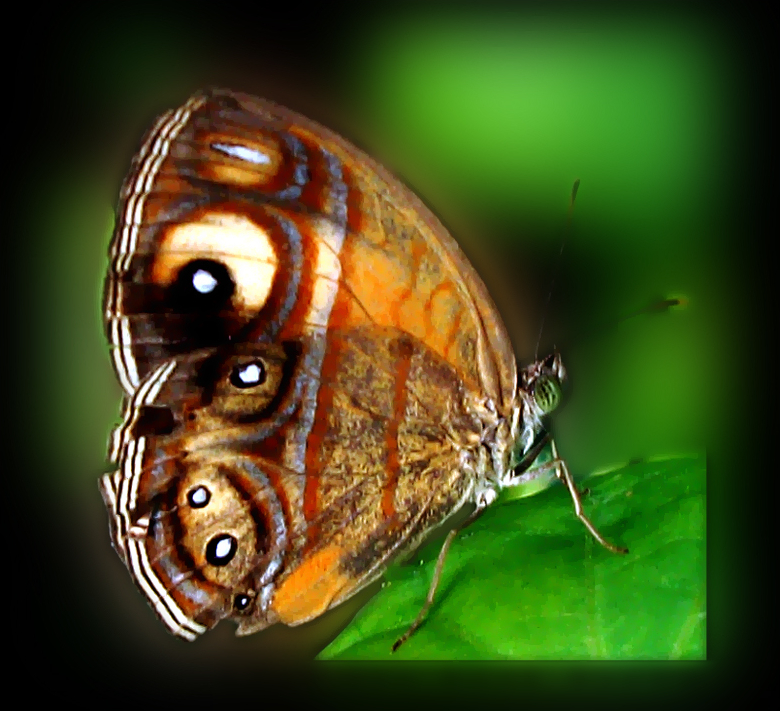